# Lijst van weg- en veldkapellen in Utrecht
Dit is een onvolledige lijst van veldkapellen in de provincie Utrecht. Veldkapellen komen vooral in het zuiden van Nederland voor en werden dikwijls gebouwd ter verering van een heilige. In andere delen van Nederland zijn ze zeldzamer.
| Kapel                             | Adres         | Plaats      | Bouwperiode | Architect | Foto |
| --------------------------------- | ------------- | ----------- | ----------- | --------- | ---- |
| Isseltsekapel (Boerderijkapel)    | Uraniumweg    | Amersfoort  | 15e eeuw    |           |      |
| Onze-Lieve-Vrouw van Eiterenkapel | Eiterse Steeg | IJsselstein |             |           |      |